# 绍兴市
绍兴市（吴语：Zau Shin），简称越，古称越州、会稽、山阴，是中华人民共和国浙江省下辖的地级市，地处中国华东地区，浙江省中北部，位于浙江省杭州湾南岸。市境西北临杭州市，北隔钱塘江与嘉兴市相望，东邻宁波市，西南接金华市，东南接台州市。地处浙东盆地丘陵北部与宁绍平原西部，地势南高北低，会稽山纵贯市境，以西为诸暨盆地，以东为新嵊盆地。曹娥江流贯市境北流入钱塘江，西部有浦阳江、杭甬运河。钱塘江南岸平原水网密布，湖泊众多，为典型的江南水乡。全市总面积8,274.79平方公里，市人民政府驻越城区洋江西路589号。
绍兴是国家历史文化名城、越文化中心，出产的黄酒（又称老酒）闻名遐迩。绍兴纺织业、小电机、节能照明、生物酿造业发达，纺织业出口产品占世界纺织面料交易额的60%，绍兴中国轻纺城是世界最大的纺织品交易市场。

## 历史
绍兴已经有超过两千五百年的历史，是中国最古老的城市之一。春秋为越国都城（后迁都至姑蘇），是吴越文化的发祥地之一。
秦初为会稽郡的属地，秦王政二十五年（前222年），以故越地置会稽郡，郡治吳縣（今江蘇蘇州）。秦始皇三十七年（前210年）东巡至会稽南部属地，更名大越曰山阴，东汉时期，会稽郡分治，钱塘江以东地区均为会稽郡，治山阴。东晋南朝为东扬州，治山阴，隋唐置越州总管府，唐末置浙江东道节度使，辖越、睦、衢、婺、台、明、括、温八州。
五代时期至北宋，绍兴属于两浙十三州的兩浙東路，为兩浙東路首府，辖明州、越州、台州、处州、温州、婺州，治理范围大约为浙江省钱塘江以南的地区。南宋绍兴年间改越州为绍兴，取“绍祚中兴”之义，后升绍兴府，是兩浙東路首府和南宋陪都。宣统三年，裁山、会两县，嗣以展缓至八月裁并，两县将印信档案缴府。

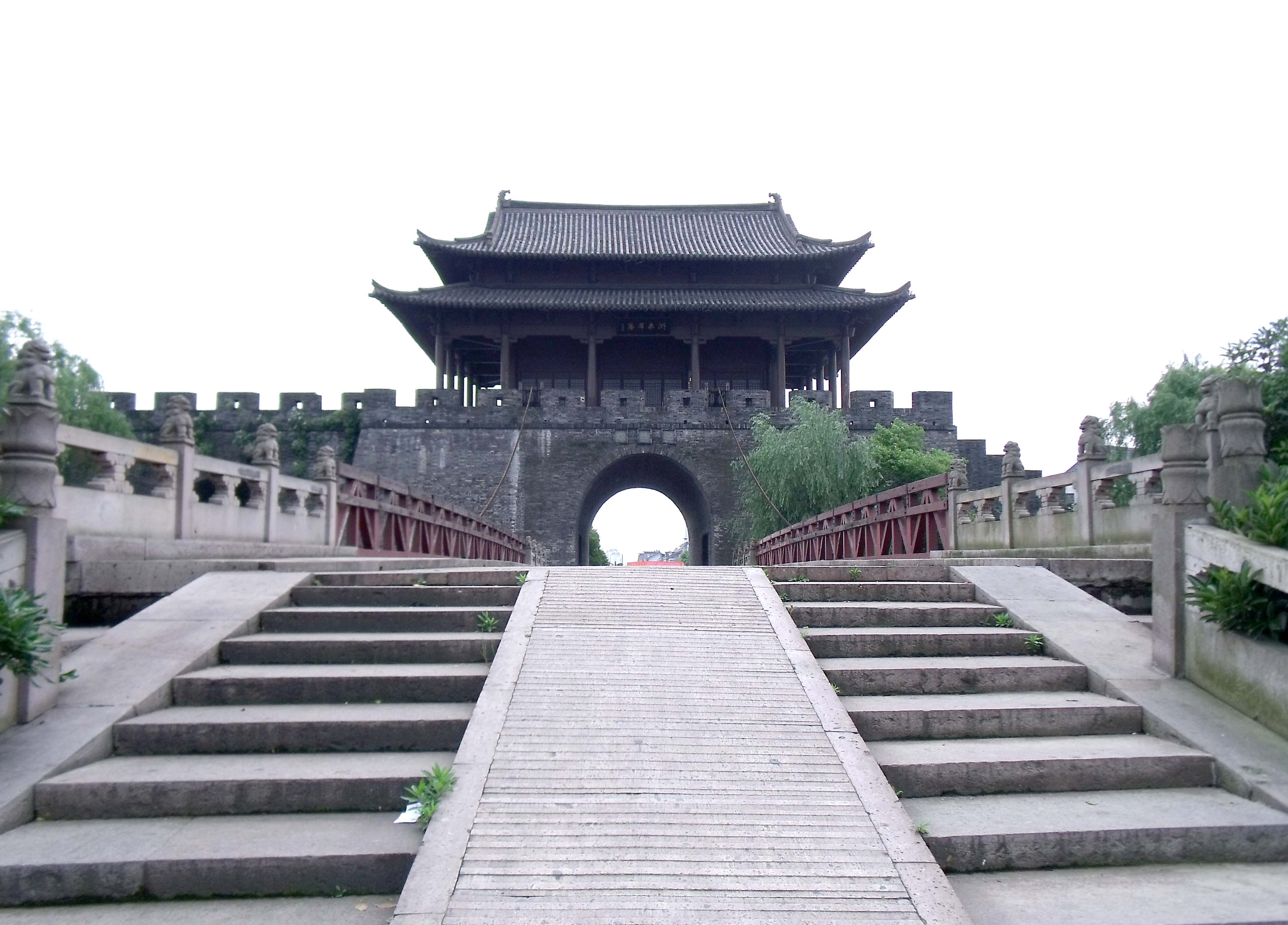
迎恩门

民国元年（1912年）废绍兴府，原山阴、会稽两县，改为绍兴县，隶属浙江军政府。三年，设会稽道于省县间，绍兴县隶属之。十六年，废道，绍兴县区属省。二十四年，设绍兴行政督察区于省县间，绍兴县隶属之。翌年，以数名区，绍兴县隶属第三行政督察区。
三十年四月，日军陷绍兴，县政府先后迁至王坛，蒋村、裘村，政令仅及龙会、稽东两乡。6月，绍兴城区设伪乡镇联合会，次年6月，设汪伪绍兴县政府，属伪第五专署。三十四年8月，伪政权垮台。三十七年，第三行政督察区改编为第二行政督察区，绍兴县隶属之。
1949年5月7日，解放軍進駐绍兴，6月6日，绍兴县人民政府成立。属浙江省第十专署。10月，析绍兴县，置会稽县。城区设绍兴市（县级），11月，改第十专置为绍兴专员公署，两县一市俱隶属之。1950年设市，1953年2月，改属宁波地区专员公署，1962年1月，析城区，复置绍兴市，并将萧山县划归杭州管辖。以后变更为绍兴专区和绍兴地区，1983年7月建立为省辖市。
2013年10月，国务院批复同意撤销绍兴县和县级上虞市，设立绍兴市柯桥区和上虞区。原绍兴县孙端镇、陶堰镇、富盛镇划归绍兴市越城区管辖。

## 地理
位于浙江省中北部，钱塘江南岸，萧甬铁路线和杭甬高速公路上。位于杭州、宁波之间，西北距杭州67公里，东距宁波108公里。处浙东丘陵北部，宁绍平原中部，有七分山二分水一分田之說。水网密布，有水城越都，“东方威尼斯”之誉。紹興市區以灘涂沖擊平原地形為主，市區內河網密集，偶有沖擊小山。上虞，諸暨市以丘陵地貌為主，而新昌，嵊州地區為典型的浙東南山區地貌，風光秀麗。自然，歷史，人文旅游資源極為豐富，著名旅游胜地，名士之乡，自古有“东南山水越为首，天下风光数会稽”的美誉。

### 气候
绍兴属亚热带季风气候，夏季高温冬季温和、四季分明、光照充足。年平均气温16-17℃，1月最低，4-5℃，7月最高，28-29℃。极端最高气温42.5℃（2013年8月7日），极端最低气温-10.2℃（1991年12月29日）。年降水量1400毫米，年日照时数1800小时。
| 1981–2010年间绍兴市的平均气象数据 | 1981–2010年间绍兴市的平均气象数据 | 1981–2010年间绍兴市的平均气象数据 | 1981–2010年间绍兴市的平均气象数据 | 1981–2010年间绍兴市的平均气象数据 | 1981–2010年间绍兴市的平均气象数据 | 1981–2010年间绍兴市的平均气象数据 | 1981–2010年间绍兴市的平均气象数据 | 1981–2010年间绍兴市的平均气象数据 | 1981–2010年间绍兴市的平均气象数据 | 1981–2010年间绍兴市的平均气象数据 | 1981–2010年间绍兴市的平均气象数据 | 1981–2010年间绍兴市的平均气象数据 | 1981–2010年间绍兴市的平均气象数据 |
| 月份                              | 1月                               | 2月                               | 3月                               | 4月                               | 5月                               | 6月                               | 7月                               | 8月                               | 9月                               | 10月                              | 11月                              | 12月                              | 全年                              |
| --------------------------------- | --------------------------------- | --------------------------------- | --------------------------------- | --------------------------------- | --------------------------------- | --------------------------------- | --------------------------------- | --------------------------------- | --------------------------------- | --------------------------------- | --------------------------------- | --------------------------------- | --------------------------------- |
| 平均高温 °C（°F）                 | 8.3 (46.9)                        | 10.4 (50.7)                       | 14.8 (58.6)                       | 21.1 (70.0)                       | 26.3 (79.3)                       | 28.9 (84.0)                       | 33.6 (92.5)                       | 32.4 (90.3)                       | 27.7 (81.9)                       | 22.9 (73.2)                       | 17.4 (63.3)                       | 11.2 (52.2)                       | 21.3 (70.2)                       |
| 日均气温 °C（°F）                 | 4.5 (40.1)                        | 6.4 (43.5)                        | 10.3 (50.5)                       | 16.3 (61.3)                       | 21.6 (70.9)                       | 24.9 (76.8)                       | 29.1 (84.4)                       | 28.3 (82.9)                       | 23.8 (74.8)                       | 18.5 (65.3)                       | 12.7 (54.9)                       | 6.7 (44.1)                        | 16.9 (62.5)                       |
| 平均低温 °C（°F）                 | 1.7 (35.1)                        | 3.4 (38.1)                        | 6.9 (44.4)                        | 12.4 (54.3)                       | 17.7 (63.9)                       | 21.6 (70.9)                       | 25.5 (77.9)                       | 25.1 (77.2)                       | 20.9 (69.6)                       | 15.1 (59.2)                       | 9.1 (48.4)                        | 3.3 (37.9)                        | 13.6 (56.4)                       |
| 平均降水量 mm（）                 | 85.9 (3.38)                       | 86.6 (3.41)                       | 144.0 (5.67)                      | 125.0 (4.92)                      | 136.6 (5.38)                      | 199.6 (7.86)                      | 146.6 (5.77)                      | 176.0 (6.93)                      | 150.7 (5.93)                      | 79.5 (3.13)                       | 80.7 (3.18)                       | 58.7 (2.31)                       | 1,469.9 (57.87)                   |
| 平均相對濕度（％）                | 79                                | 79                                | 78                                | 76                                | 75                                | 81                                | 76                                | 80                                | 84                                | 82                                | 79                                | 77                                | 79                                |
| 来源：中国气象数据网              |                                   |                                   |                                   |                                   |                                   |                                   |                                   |                                   |                                   |                                   |                                   |                                   |                                   |

## 政治

### 现任领导
| 机构     | · 中国共产党 · 绍兴市委员会 | 绍兴市人民代表大会 常务委员会 | 绍兴市人民政府    | · 中国人民政治协商会议 · 绍兴市委员会 |
| 职务     | 书记                        | 主任                          | 市长              | 主席                                  |
| -------- | --------------------------- | ----------------------------- | ----------------- | ------------------------------------- |
| 姓名     | 施惠芳                      | 谭志桂                        | 吴登芬（女）      | 张新宇                                |
| 民族     | 汉族                        | 汉族                          | 汉族              | 汉族                                  |
| 籍贯     | 浙江省余姚市                | 浙江省绍兴市上虞区            | 重庆市渝北区      | 浙江省浦江县                          |
| 出生日期 | 1969年7月（55歲）           | 1962年11月（62歲）            | 1974年2月（51歲） | 1971年10月（53歲）                    |
| 就任日期 | 2024年7月                   | 2017年4月                     | 2024年7月         | 2025年1月                             |

### 历任领导
| 市委书记 - 章耀德（1983年8月－1988年6月） - 王咸波（1988年6月－1989年9月） - 汪曦光（1989年6月－1991年1月） - 陈礼安（1991年1月－1994年5月） - 鲁志强（1994年5月－1997年3月） - 沈跃跃（1997年3月－1998年12月） - 董君舒（1998年12月－2001年11月） - 冯顺桥（2001年11月－2004年5月） - 王永昌（2004年5月－2008年2月） - 张金如（2008年2月－2013年3月） - 钱建民（2013年3月－2015年4月） - 陈金彪（2015年4月－2015年10月） - 彭佳学（2015年10月－2018年1月） - 马卫光（2018年2月－2021年11月） - 盛阅春（2021年11月－2023年1月） - 温暖（2023年3月－2024年6月） - 施惠芳（2024年7月－） | 市长 - 王余良（1983年8月－1987年7月） - 王贤芳（1987年7月－1991年2月） - 张启楣（1991年2月－1993年1月） - 鲁志强（1993年2月－1994年5月） - 纪根立（1994年5月－1997年11月） - 董君舒（1997年11月－1998年12月） - 冯顺桥（1998年12月－2001年11月） - 王永昌（2001年11月－2005年3月） - 张金如（2005年3月－2008年4月） - 钱建民（2008年4月－2013年3月） - 俞志宏（2013年3月－2016年11月） - 马卫光（2016年11月－2018年2月） - 盛阅春（2018年2月－2021年12月） - 施惠芳（2021年12月－2024年7月） - 吴登芬（2024年7月－） |

### 行政区划
绍兴市现辖3个市辖区、1个县，代管2个县级市。
- 市辖区：越城区、柯桥区、上虞区
- 县级市：诸暨市、嵊州市
- 县：新昌县

除正式行政区划外，绍兴市还设立以下经济管理区：镜湖新区、国家级绍兴袍江经济技术开发区、国家级绍兴高新技术产业开发区。

## 人口
根据2020年第七次全国人口普查，全市常住人口为5,270,977人。同第六次全国人口普查的4,912,239人相比，十年共增加了358,738人，增长7.3%，年平均增长率为0.71%。其中，男性人口为2,696,152人，占总人口的51.15%；女性人口为2,574,825人，占总人口的48.85%。总人口性别比（以女性为100）为104.71。0－14岁的人口为626,699人，占总人口的11.89%；15－59岁的人口为3,453,347人，占总人口的65.52%；60岁及以上的人口为1,190,931人，占总人口的22.59%，其中65岁及以上的人口为854,178人，占总人口的16.21%。居住在城镇的人口为3,743,366人，占总人口的71.02%；居住在乡村的人口为1,527,611人，占总人口的28.98%。
截至2021年末，绍兴常住人口533.7万人，比上年末增加4.6万人。城镇化率71.5%，比上年提高0.5个百分点。出生率5.9‰，死亡率6.4‰。户籍总户数165.58万户，比上年增加1.57万户。户籍人口446.85万人，比上年减少0.79万人。其中，男性221.91万人，女性224.94万人。

### 民族
全市常住人口中，汉族人口为5,114,289人，占97.03%；各少数民族人口为156,688人，占2.97%。与2010年第六次全国人口普查相比，汉族人口增加292,925人，增长6.08%，占总人口比例下降1.12个百分点；各少数民族人口增加65,813人，增长72.42%，占总人口比例增加1.12个百分点。

## 文化

### 语言
紹興方言屬于漢語族吳語太湖片區臨紹小片，距離杭州只有70公里，方言差異雖不大但区别明显，亦帶來交流障礙（杭州地區聽懂紹興地區方言很難，反之紹興地區聽懂杭州地區方言較容易），紹興話同上海话、苏州话、湖州话、杭州话、宁波话同属北部吴语，彼此间互通度较高，可大致进行交流。而与相近台州地区台州話以及溫州話等南部吳語则基本无法互相沟通。
绍兴话同大多吳語一樣有全浊声母，无舌尖后音；不分尖团，也不儿化；韵尾有n、但无辨字作用；声调保留中古四声，各分阴阳；凡此形成绍兴话的发音响亮、清晰；吐字质朴、沉实；连读和谐、协律；声、韵、调排列严整等诸多特色。绍兴方言的文白異讀情況符合吳語的特徵，读书音上和白话音差别大，而在白话音中保留着不少中原古音。 
绍兴吴方言是现代语言学上吴语四大传统方言基准点之一：苏州（太湖北苏沪嘉标准点），温州（温处台标准点），绍兴（太湖南临绍标准点），金华（金衢婺州处州标准点）
绍兴境内地理條件南山北海，俗谓“十里不同音”，城乡差别大。初到绍兴听人讲话好似“听歌”，满耳的“越剧曲调”煞是好听。

## 经济
绍兴纺织业、小电机、节能照明、生物酿造业极发达，纺织业出口产品占世界纺织面料交易额的60%，绍兴中国轻纺城是世界最大的纺织品交易市场。全市有国家重点扶持的高新技术企业260家，是浙江省唯一的“全国技术创新工程示范城市”，目前绍兴开始转战新兴产业，着力经济结构调整。
绍兴商人群体深谙“大名之下，难以久居”的道理，和久负盛名的温州商人形成强烈对比，绍兴人自古以来遵从“不宣传，不夸大，不张扬”的传统。某种意义上说，正是因为绍兴商人的不务虚名，才造就了绍兴企业的集体实力。绍兴市以拥有“中国驰名商标”26件、“中国名牌产品”51个、“中国行业标志性品牌”5个。全国目前仅有6个城市获此殊荣（分别为上海、广州、温州、绍兴、杭州、北京）。与此相应的是，一直做事非常低调的绍兴在其他排行榜上亦势头强劲，在中国民企500强，绍兴有41家上榜，居全省第1位；2007年度全省民企百强，绍兴有39家位列其中，亦居浙江第一；绍兴上市公司的数量，高居全国地级市第一（前五位分别为绍兴、东莞、温州、苏州、金华）。绍兴商人低调行事既避免分心劳神，长期上来讲也比较安全。而且，淡化法人与法人代表的等号关系，也有利于绍兴企业的可持续发展和接班换代。
在宏观上，紹興經濟以私營工業為主，有部分國營電信，化工和機械制造業。在2002年之后的幾年中，紹興的产业结构调整取得逐步進展，三次产业比例由2000年的10.5：58.8：30.7调整为2005年的6.6：61：32.4。粮食生产保持稳定，新型高科技农业产业化步伐加快，高科技生態农业與出口經濟農業龙头企业超过1000家，建成“万字号”特色出口农产品基地89个，省，市外投資建农业工業化基地650万亩，成為出口高利潤高科技農產品的典范。先进制造业基地建设扎实推进，工业性投资年均增长41.6%，累计达到1966亿元（2006年），是“九五”期间的3.5倍，省级以上高新技术企业达到255家。新增中国驰名商标和中国名牌产品42只，荣获“中国品牌经济城市”称号。服务业发展态势良好，全社会消费品零售总额由“九五”期末的215亿元增加到462亿元，旅游总收入由56亿元增加到208亿元。专业市场建设继续推进，房地产业迅速发展，交通、通讯、信息、物流业不断壮大。 
2010年紹興市GDP在浙江省位居第4位，僅次于杭州，寧波，與溫州接近。GDP在國內城市中居37位，地級市中居15位（居前5位的為蘇州，無錫，佛山，烟台，東莞），城鎮人均年收入達到30164元居浙江省第一位（居第二位為宁波29977)。中心城市综合实力居全国第42位（中型城市位于第一位，居第二，第三位分別為佛山，台州），4个县(市)成为全国百强县（分別為紹興縣（现柯桥区），諸暨市，上虞市（现上虞区），嵊州市），农村全面小康实现程度居全省第2位（第一，第三位為寧波，湖州）。在全国千强镇中，柯桥区杨汛桥镇位于全国第五位，浙江第二位，仅次于温州乐清市柳市镇。
与省内竞争对手金华，温州相比，绍兴的特点是企业规模大，管理制度健全完善。与浙江大多数城市生产企业多，创新企业少的情况相反，绍兴近几年崛起的企业大都涉及光电、生物医药、精密仪器，电信等高新领域。与杭州、宁波相比，绍兴企业的依靠自生力量自主创新能力更占优势。
绍兴企业目前存在的问题主要是品牌意识较差，很多有实力的绍兴企业社会影响力很小，不善于宣传其公众形象，导致绍兴在普通大众的意识中并不是一个工业和经济发达的地方。
工业以纺织、机械、食品三大门类为主。紹興的紡織業尤其發達，柯橋，諸暨均有全國規模最大的中國輕紡城交易市場，出口的商品壟斷了國際紡織原料市場75%以上的份額。為紹興縣，諸暨市創造了巨額財富。柯桥镇所在的绍兴县（现柯桥区）也位于中國百強縣第四名（第一，二，三名為江蘇昆山市，浙江慈溪市，江蘇常熟市）。
绍兴共有15家世界500强企业入驻，与江苏不同的是，在绍兴入驻的500强企业大都选择与本地企业合资建立机构，并在外地设厂的运作方式进行投资，保证投入的可持续发展与生命力。

### 商业银行
- 中国银行
- 交通银行
- 中国农业银行
- 中国工商银行
- 中国建设银行
- 中国邮政储蓄银行
- 中国农业发展银行
- 招商银行
- 绍兴银行
- 绍兴恒信农商银行
- 瑞丰银行
- 上虞农商银行
- 诸暨农商银行
- 兴业银行
- 中国民生银行
- 浙商银行
- 上海浦东发展银行
- 渤海银行
- 杭州银行
- 上海银行
- 中国光大银行
- 中信银行
- 华夏银行
- 恒丰银行
- 北京银行
- 广发银行
- 平安银行
- 华侨银行（中国）
- 嘉兴银行
- 浙江民泰商业银行

### 绍兴模式

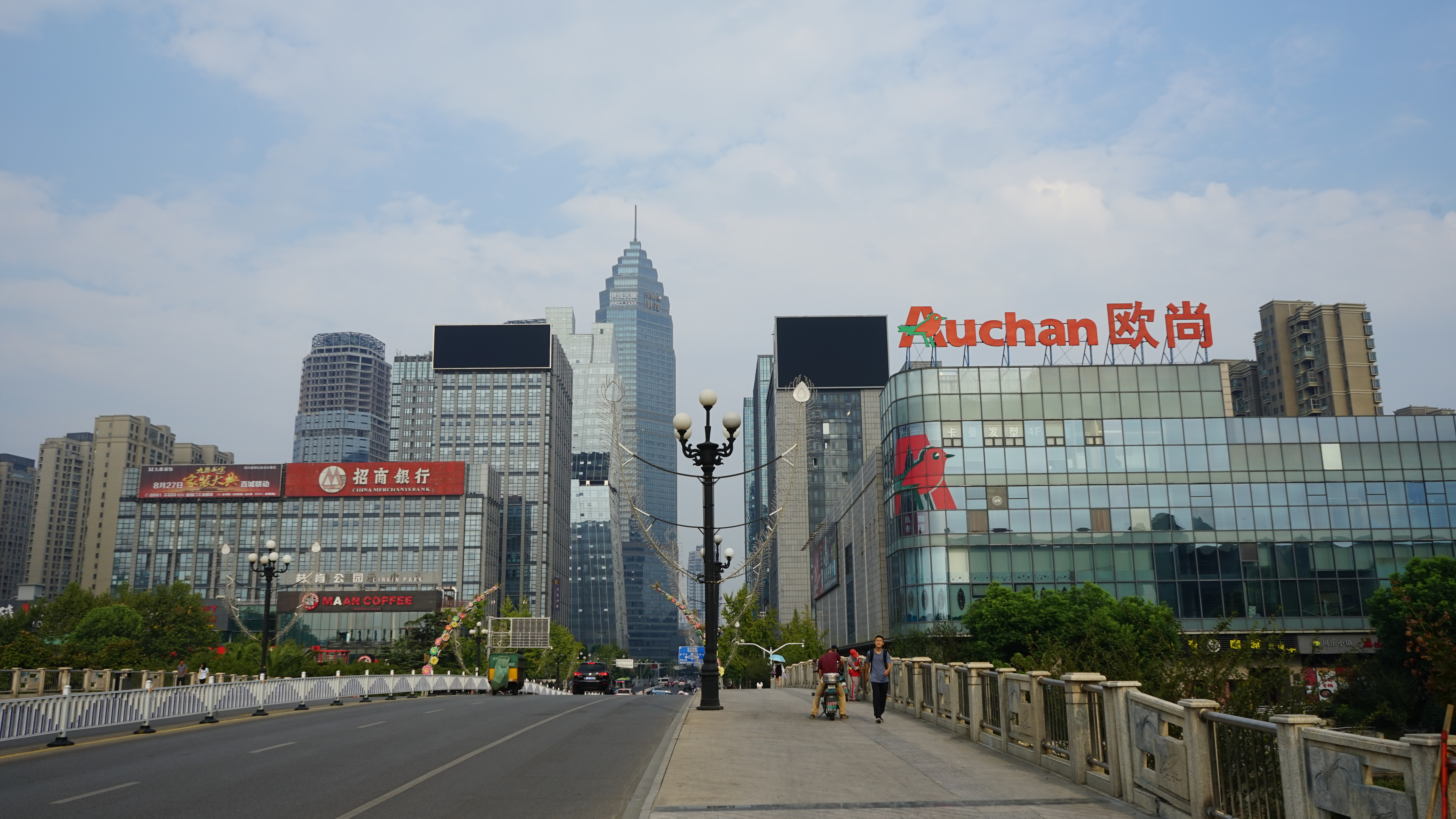
迪荡新城

在历史上，绍兴属于山地丘陵较多的浙江东道，与钱塘江对岸的杭州、苏州、无锡、湖州所属的浙江西道不同，浙东地区山多地少，不少居民不得不外出从商，浙江东道的道府会稽在唐宋时曾盛极一时，来自宁波、温州、台州的商人均在绍兴有众多的商号，而越州府亦成为当时浙东第一大城市。
从鸦片战争起随着宁波开埠，绍兴在浙东的商业中心地位逐渐被宁波取代。在20世紀80年代，以温州、台州为代表的浙南城市亦开始活跃起来，绍兴在80年代末期成为了浙东经济发展最缓慢的地区。进入90年中期后，浙南地区粗放的经济模式开始遭遇瓶颈，而紹興在吸取浙南和苏南的经验教训后开始既溫州、蘇錫常地區之后成為長三角第三經濟模式的發祥地，其最显著的特点在于貧富差距較采用温州模式的浙南地區小，而又较采用苏南模式的苏锡常地区高收入人群比例大。因成为国内第一个提出“可持续发展”概念的城市而得名。
与温州采取个人家庭作坊单打独斗发展的方式和苏锡常地区集体经济发展方式相左，紹興以內資民營股份制和國企轉型股份制與外資私有制為主的新私有經濟在20世紀90年代中期開始低調發展，在2005年后GDP在國內迅速上升，經濟總量逼近浙江省私營經濟發達的溫州。其模式因與浙江東南與浙西義烏地區多發展的溫州模式有較大區別，在美国专业经济评论杂志Fobes中《绍兴的奇迹》一文中，被稱為紹興模式。
绍兴市拥有21个国家级工业产业基地：
- 国家级酿酒产业研究基地——绍兴市
- 国家级纺织工业基地——柯桥区
- 国家级纺织设备制造基地——柯桥区
- 国家级LED光源生产基地——上虞区
- 国家级低压灯具生产基地——上虞区
- 复合涤纶之都——上虞区
- 全国抽油烟机生产基地——新昌县
- 国家级龙井茶生产基地——新昌县
- 国家级金属管件生产基地——新昌县
- 全国轻纺花色研究之都——柯桥区
- 全国服装化学染料研究之都——杨汛桥镇
- 全国钢构企业之都——钱清镇
- 全国衣帽产业基地——-诸暨市
- 全国袜类产业基地——诸暨市
- 全国领带产业基地——嵊州市
- 全国淡水鱼类养殖产业化实验基地——柯桥区
- 浙江省LCD液晶自主产业研究基地——绍兴市
- 全国最大的厨房用具生产基地——嵊州市
- 世界第一大维生素生产基地——新昌县
- 世界第一大链条齿轮生产基地——嵊州市
- 国家级禽类制品出口精加工基地——柯桥区
- 国家级生物医药研究基地——新昌县

截止2008年上半年，绍兴还拥有47个中国驰名商标，33个中国名牌，224个国家免检产品，位列中国的六大品牌之都。

### 知名企业
绍兴市知名企业十五强名单：  
- 纵横控股集团有限公司
- 海亮集团有限公司（浙江上市企业排名第一位）
- 越州建设集团
- 浙江远东化纤集团有限公司

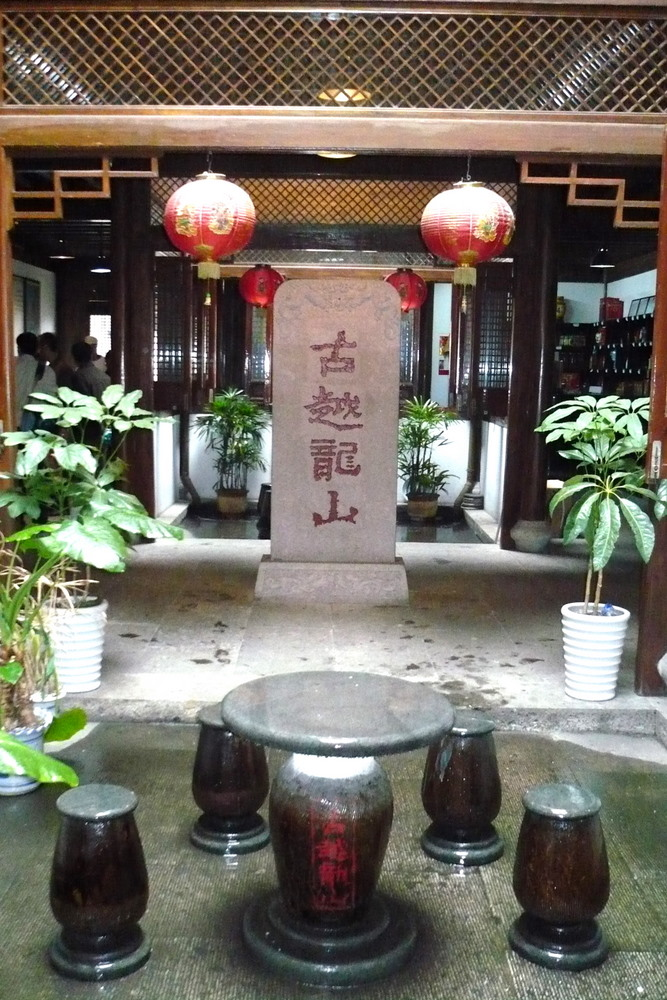
古越龙山

- 新和成集团（中国中小企业板块上市企业第一股）
- 精工钢构集团
- 浙江大东南集团有限公司
- 浙江展诚建设集团有限公司
- 大唐袜业股份有限公司
- 古越龙山集团股份有限公司
- 喜临门家具股份有限公司
- 奥诺照明集团
- 浙江东舜电器集团有限公司
- 浙江富润集团有限公司
- 中粮集团绍兴酒股份有限公司

### 主要商圈
越城区
- 绍兴金帝银泰城，2014年12月开业
- 绍兴八佰伴购物中心，2018年12月年开业
- 绍兴袍江宝龙广场，2019年9月开业
- 绍兴鲸银城，2022年10月开业[16]
- 绍兴国金大悦城，2022年11月开业
- 绍兴华联银泰城，2022年12月开业
- 绍兴镜湖天街，2024年9月开业

## 交通

### 公路

#### 高速公路
拥有6条高速公路
- 杭州湾环线高速（杭甬高速公路）贯穿柯桥区，越城区，上虞区与宁波方向，杭州、上海、南京方向连接。
- 常台高速（上三高速公路）贯穿上虞区，嵊州市，新昌县，与台州、温州、福建方向连接
- 甬金高速贯穿诸暨市，嵊州市，新昌县，与宁波方向，义乌，金华，衢州方向连接。
- 沪昆高速（杭金衢高速公路）先于柯桥区西面境内有杨汛桥出口，后进入萧山区，之后贯穿诸暨市，南接金华。
- 绍诸高速，起自G1522常台高速公路上虞区沽渚枢纽，终于诸永高速公路诸暨市浣东街道，贯穿柯桥区、越城区。
- 诸永高速，北起于G60沪昆高速公路直埠枢纽，东连绍诸高速公路，贯穿诸暨市与东阳方向连接，终点在温州永嘉。

#### 国道
绍兴境内有 104国道和 329国道。

#### 跨海大桥
嘉绍大桥北起嘉兴海宁，南接绍兴上虞，是继杭州湾跨海大桥后，又一座横跨杭州湾的大桥。嘉绍大桥是世界上最长、最宽的多塔斜拉桥。
截至2013年底，全市公路总里程为9785.5公里，其中高速公路419.57公里，国道472.2公里，省道459.06公里，农村公路8829.8千米。全市公路密度为116.12公里/百平方公里，公路通乡率达100％，通村率达100％。桥梁3963座，2170268.8延米。全市拥有班线客车1885辆、客位46541个，全市包车客车达575辆、客位24250个；公路货运车辆由小吨位向大吨位、由轻型车向重型车、箱式货车发展，同时物流行业也迅速成长，截至2013年底，全年共完成货物运输量8560万吨、货物周转量877218万吨千米，同比分别增长6.3%和7.1%。

### 航空
机场与杭州共用杭州萧山国际机场，距离仅45公里（其至市區所需時間甚至比蕭山機場至杭州更短），航班通往國內外67個地區，行车可由杭甬高速与机场高速半小時內直达。

### 铁路

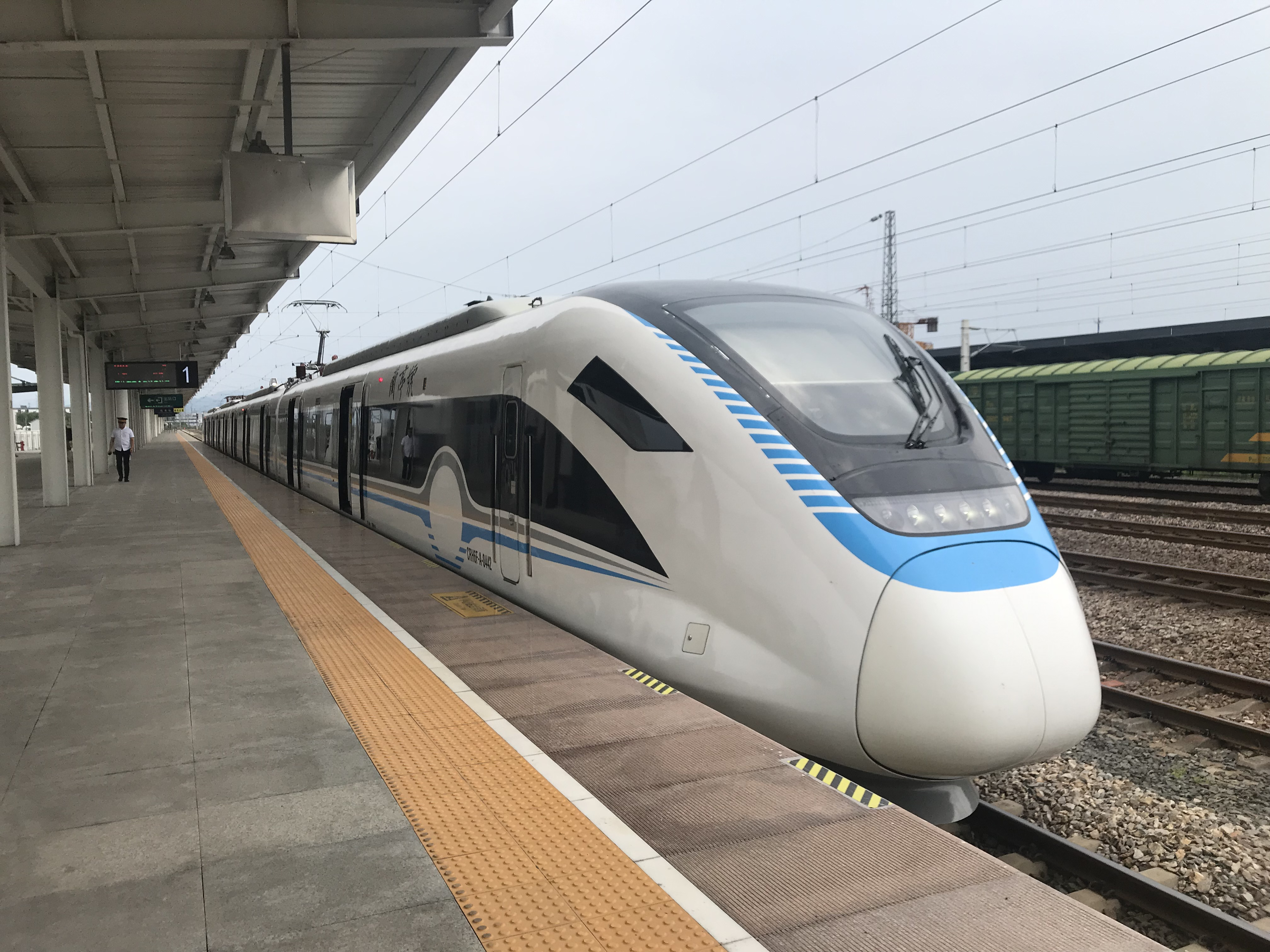
绍兴风情旅游新干线列车停靠钱清站

铁路有萧甬铁路、沪昆铁路、杭甬客运专线，拥有绍兴、绍兴北、上虞、绍兴东、諸暨5個客运站，钱清，皋埠，上虞，諸暨等大中型货运站场。另外，杭甬客运专线也設有绍兴北站，紹興到寧波只需要25分鐘，到杭州只需16分鐘，到上海1小時，到溫州只需要1.5小時。

### 公共交通
绍兴现拥有数百条公交线路及BRT线路，以及与杭州地铁相连接的绍兴轨道交通。公共自行车系统自2011年7月在市区全面铺开。

## 教育
紹興自古出文人，教育在古代即很發達。在近代涌現出蔡元培等中國現代教育的元老人物。
在現代紹興，受客觀條件的影響，教育的發展相比明清時期甚至民國較為緩慢，尤其是高等教育數量上的發展受到很大限制，但紹興中學教育水平依然保留很高水準，仍涌現出了一些很具特色的高等學校。
本科院校：
- 紹興文理學院
- 浙江越秀外国语学院

专科院校：
- 浙江工业职业技术学院
- 浙江邮电职业技术学院
- 浙江农业商贸职业学院
- 绍兴职业技术学院

省一級重點中學：
- 绍兴市第一中学
- 新昌中学
- 绍兴市稽山中学
- 浙江省春晖中学
- 上虞中学
- 绍兴鲁迅中学
- 嵊州一中
- 浙江省诸暨中学
- 浙江省柯桥中学
- 越崎中學
- 诸暨牌头中学
- 诸暨湄池中学
- 诸暨二中

省二級重點中學：绍兴市高级中学、越州中学

## 物产
- 矿产有铁、铜、铅、锌。

- 盛产淡水鱼、菱、藕。

- 工艺美术有纸扇、花边、竹编、金银首饰、越瓷等。

- 土特产有绍兴酒、乌毡帽、茴香豆、臭豆腐、镜湖霉干菜、平水珠茶、绍兴麻鸭、王坛杨梅等。

- 现代工业产品有诸暨纺织品、柯桥轻纺织品、上虞灯具、嵊州厨房电器、上虞建材等。

## 全国重点文物保护单位
- 绍兴鲁迅故居
- 秋瑾故居（含秋瑾烈士纪念碑）
- 古纤道
- 大禹陵
- 印山越国王陵
- 绍兴古桥群
- 吕府
- 斯氏古民居建筑群
- 蔡元培故居
- 富盛窑址
- 小仙坛窑址
- 王守仁墓
- 青藤书屋和徐渭墓
- 崇仁村建筑群
- 大通学堂和徐锡麟故居
- 马寅初故居
- 小黄山遗址
- 凤凰山窑址群
- 绍兴越国贵族墓群
- 宋六陵
- 东化成寺塔
- 㹧湖避塘
- 华堂王氏宗祠
- 兰亭
- 舜王庙
- 大佛寺石弥勒像和千佛岩造像
- 柯岩造像及摩崖题刻
- 春晖中学旧址
- 曹娥庙
- 大运河（含浙东运河）

## 名胜

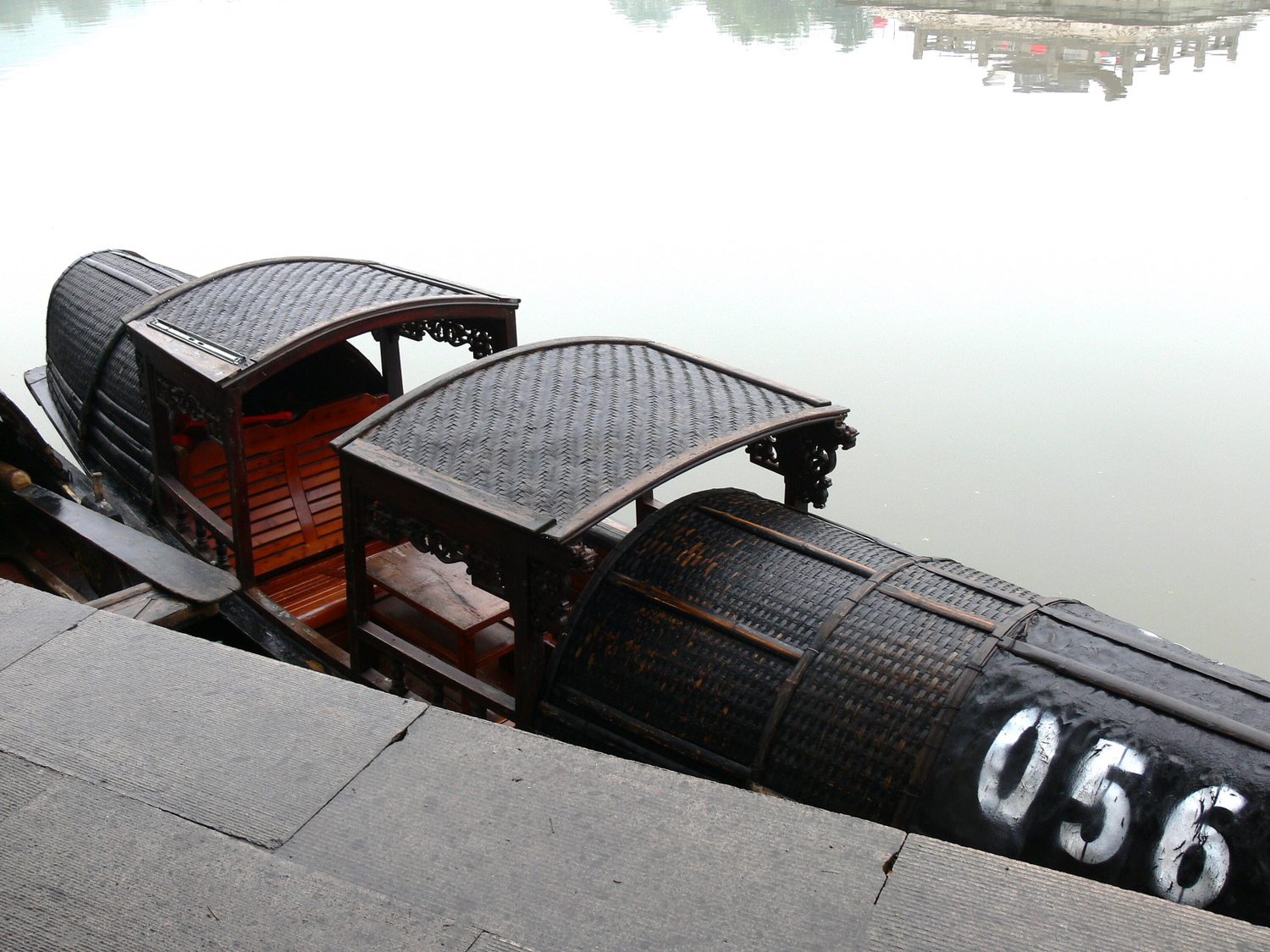
绍兴乌篷船

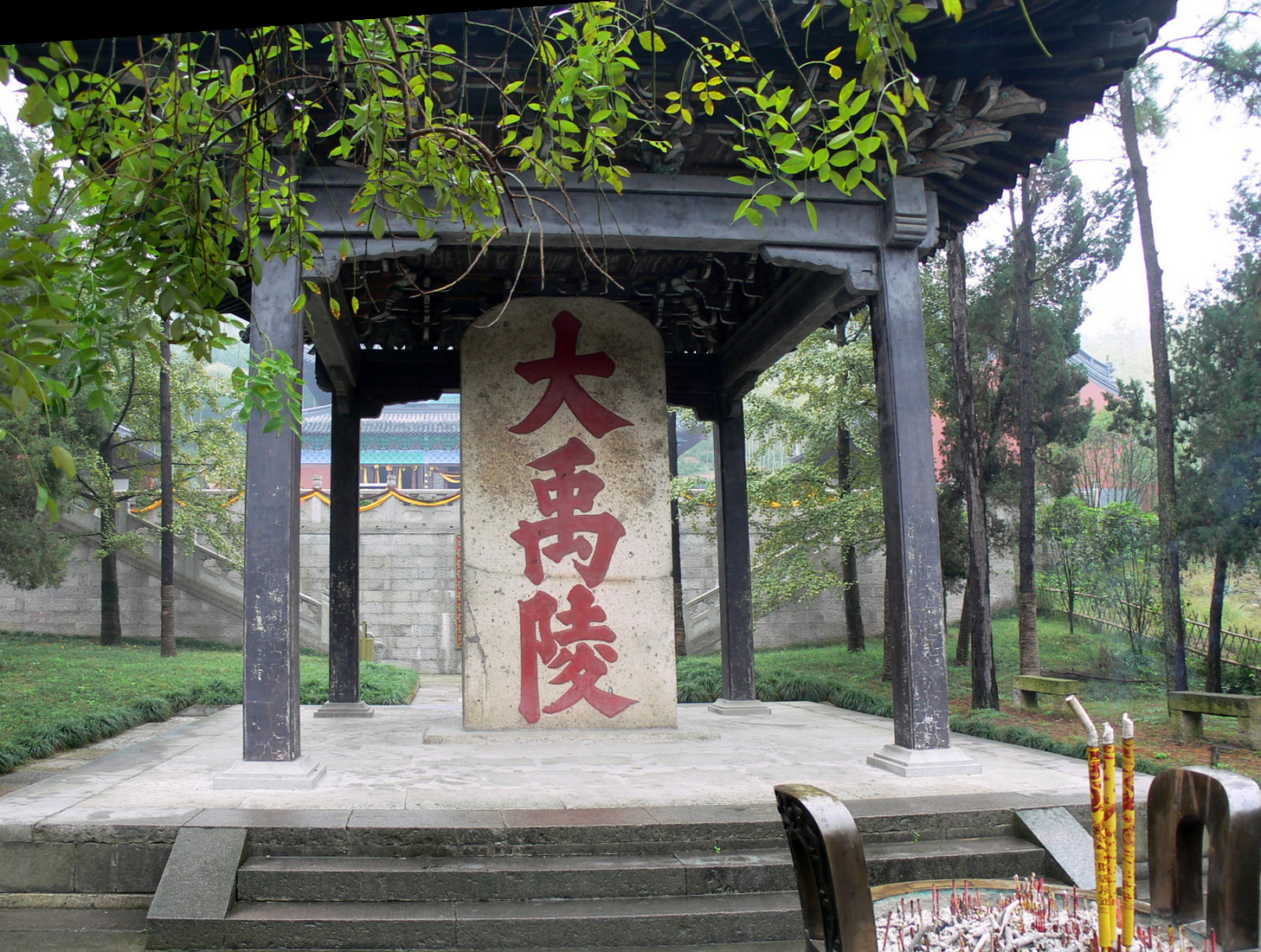
大禹陵
兰亭
- 安昌古镇
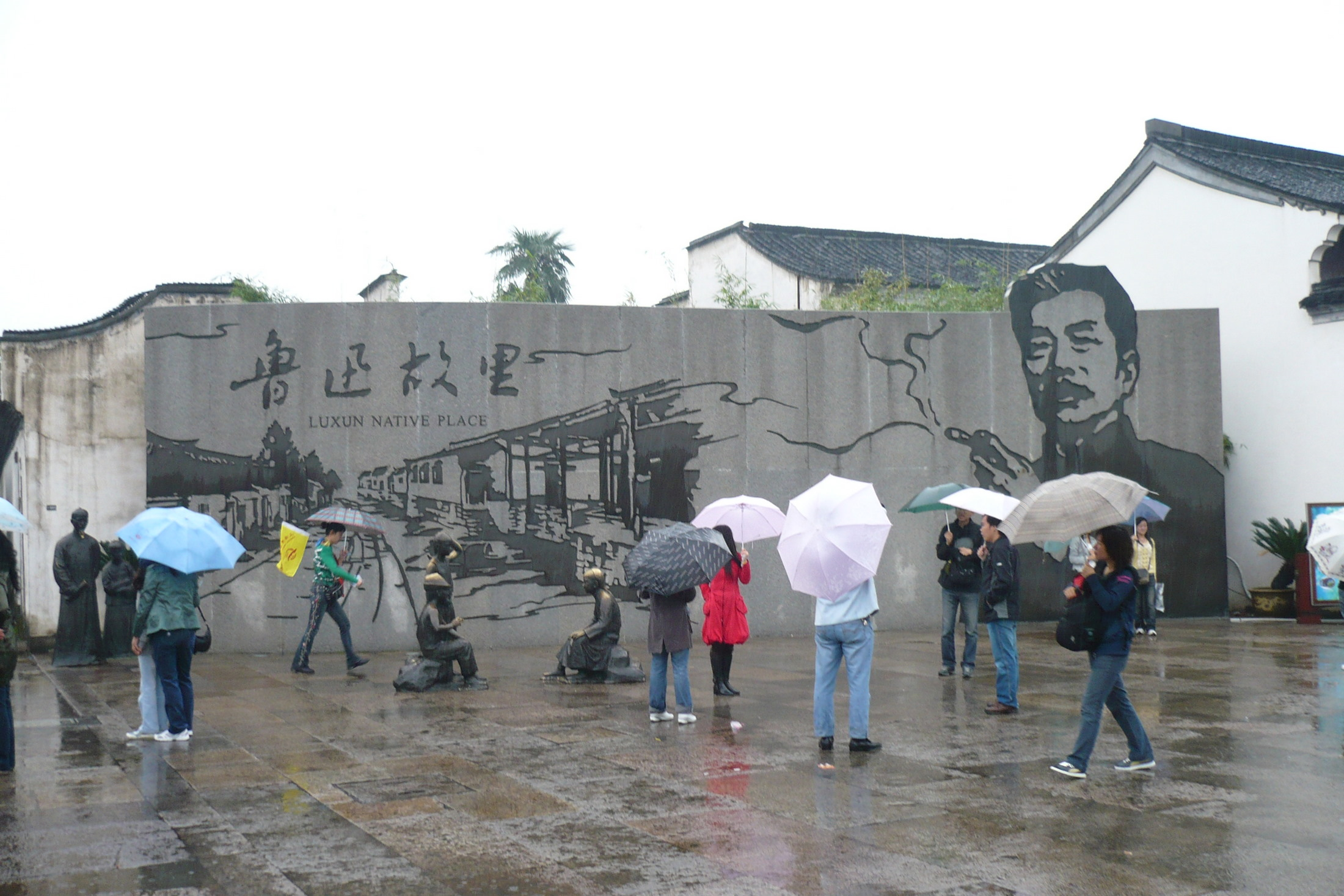
鲁迅故里
- 东湖
- 沈园
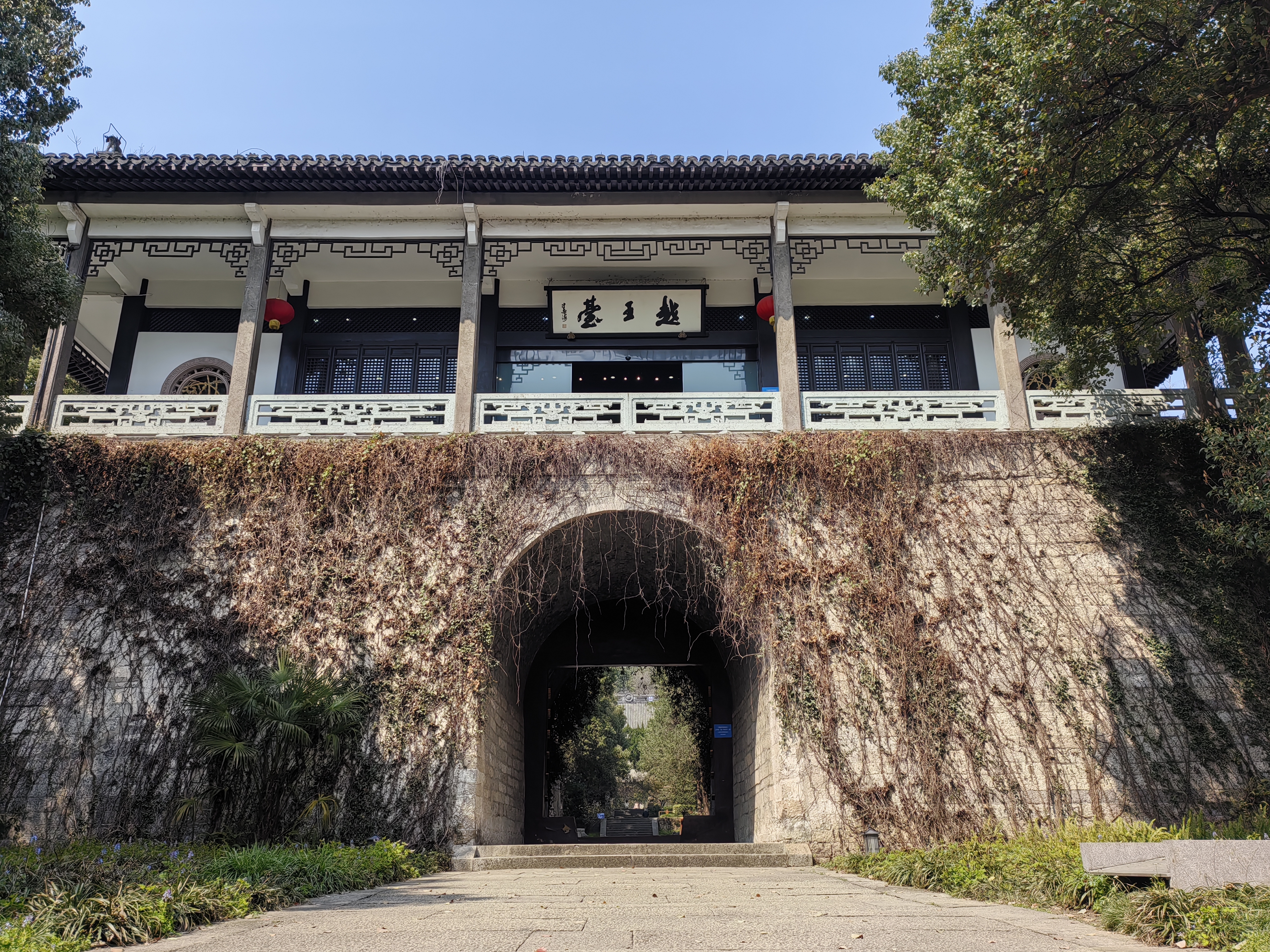
越王台
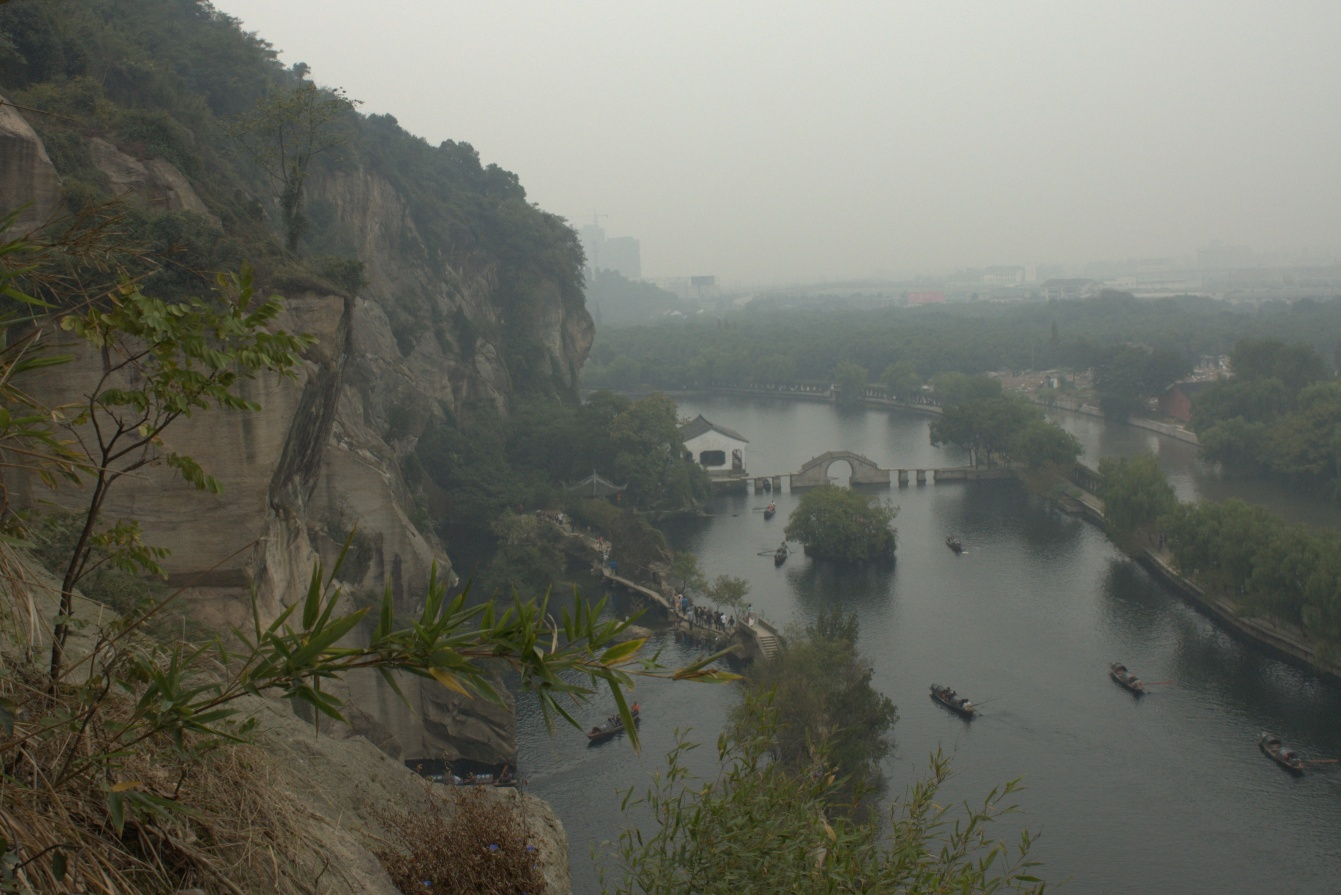
东湖
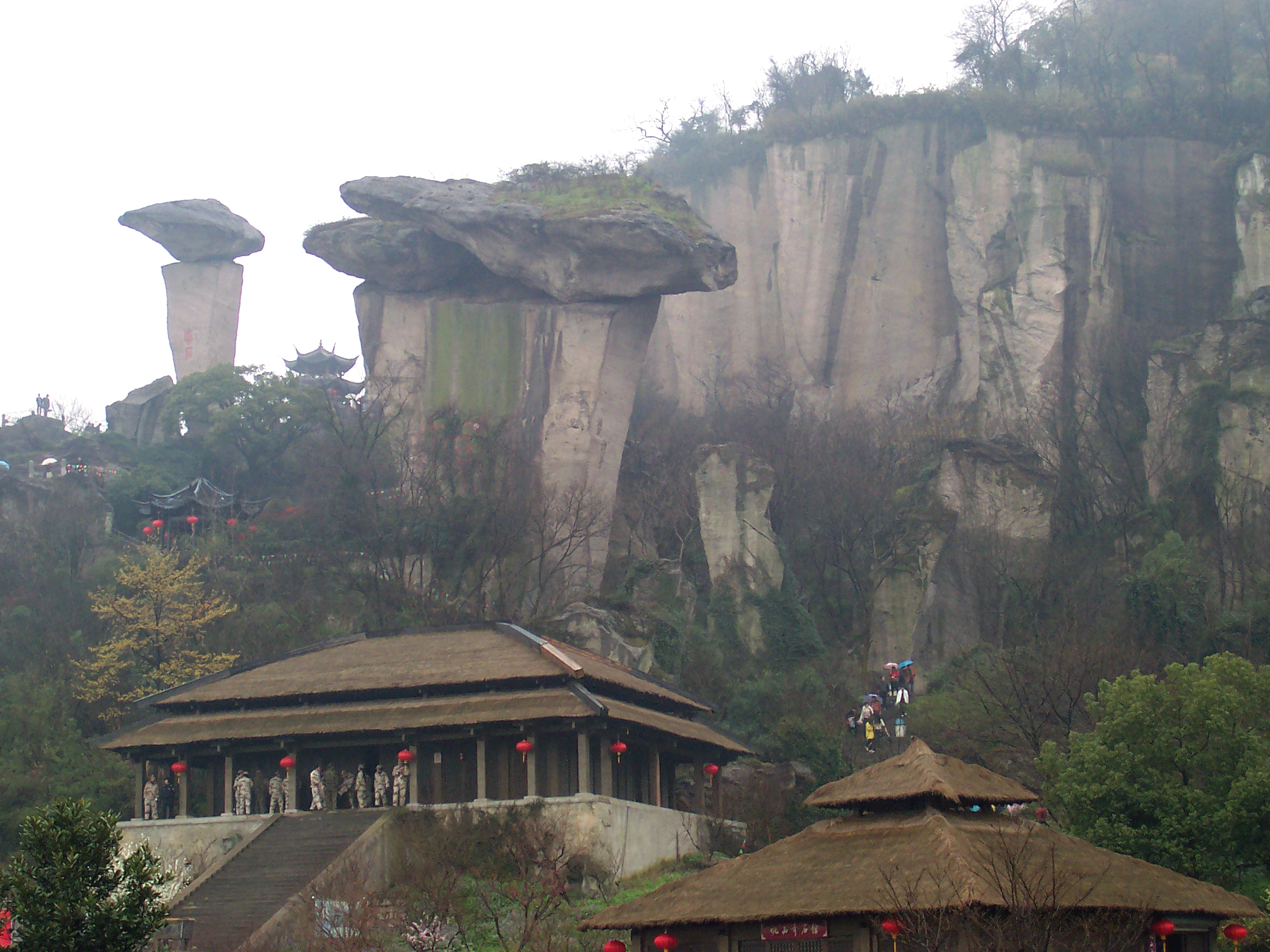
吼山
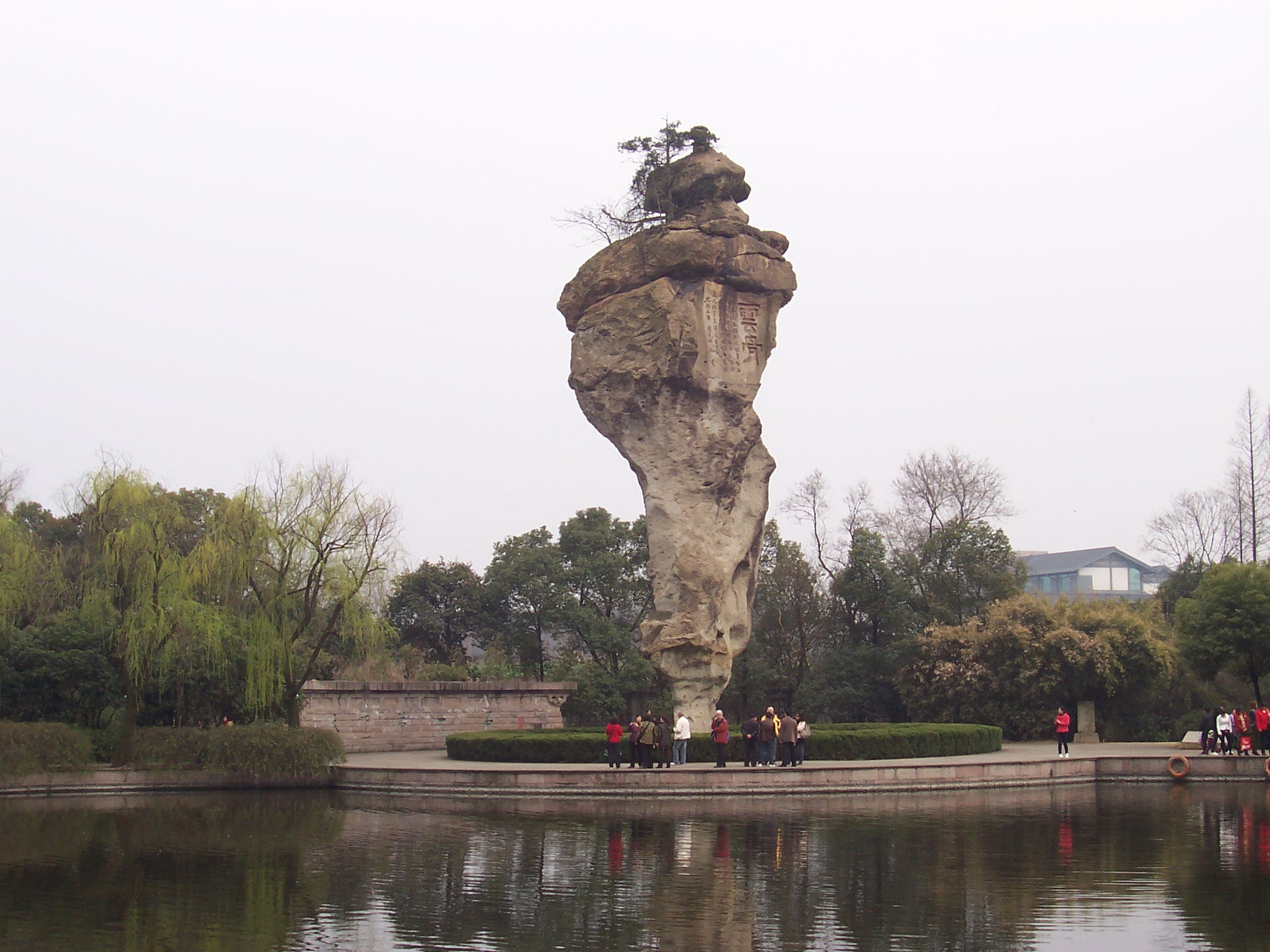
柯岩
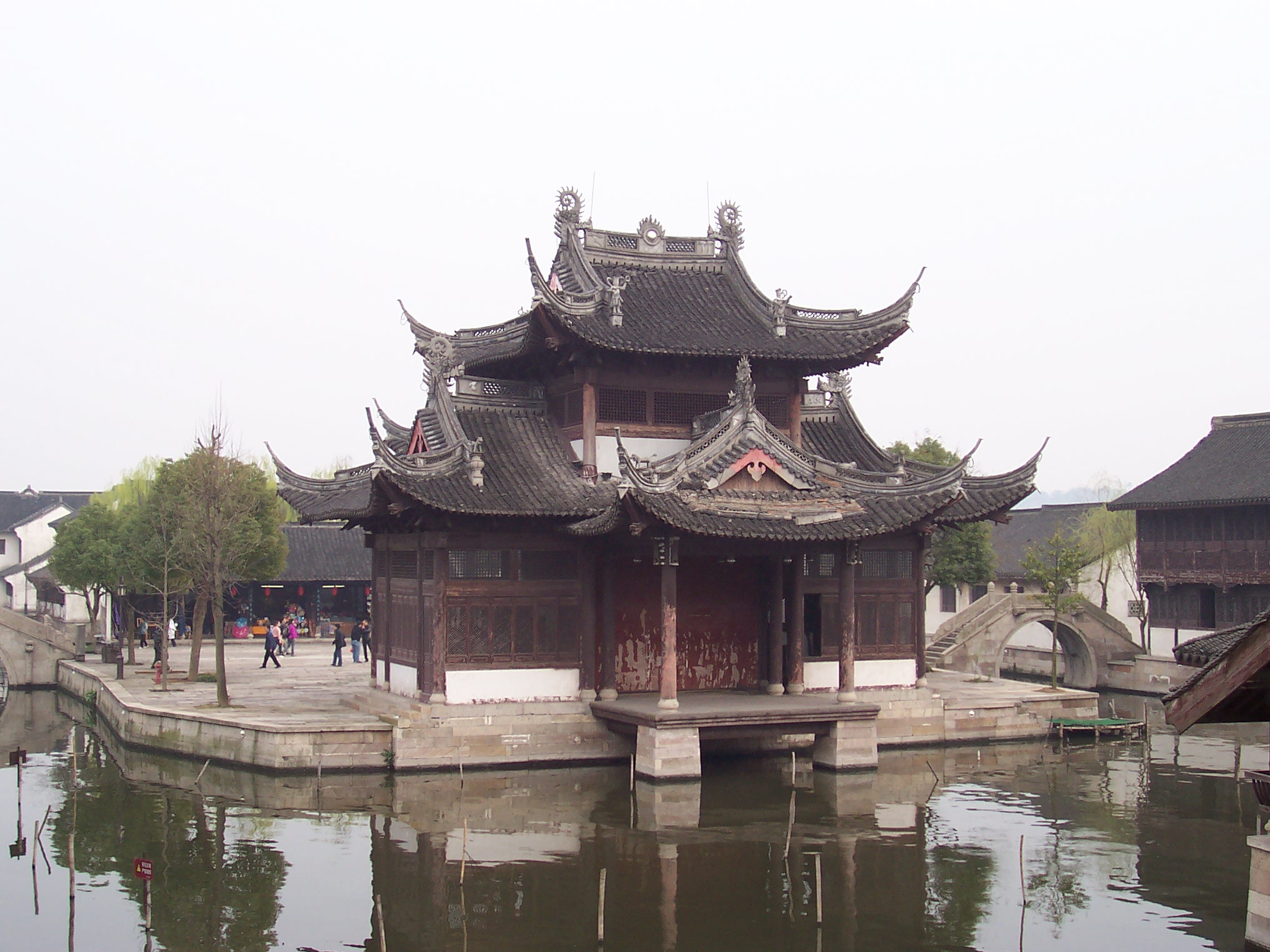
鲁镇

- 柯岩风景区
- 秋瑾碑
- 乌篷船
- 倉橋直街
- 八字橋
- 新昌大佛寺
- 委婉山
- 大香林
- 青藤書屋

- 大禹陵
- 兰亭
- 鲁迅故里
- 越王台
- 东湖
- 吼山
- 柯岩
- 鲁镇

## 友好城市
1. 日本南砺市
2. 日本蘆原市
3. 日本西宮市
4. 丹麦欧登塞
5. 法国鲁瓦扬市
6. 法国布鲁瓦市
7. 美国开普吉拉多市
8. 韩国丽水市
9. 日本富士宮市
10. 意大利马切拉塔省
11. 英国安伯瓦利區
12. 美国卡马里罗市
13. 美国萨默塞特郡[19]
14. 美国杰克逊维尔市[20]
15. 韩国汉城市龙山区
16. 德国拜罗伊特市
17. 俄罗斯莫斯科州列宁大区
18. 巴西贝伦市
19. 澳大利亚白马市
20. 日本小山市
21. 法国艾克斯市
22. 匈牙利佩奇市
23. 坦桑尼亚达累斯萨拉姆市
24. 芬兰南塞沃地区
25. 斐济苏瓦市
26. 韩国大邱市
27. 新西兰陶波市
28. 塞尔维亚苏博蒂察市
29. 德国吕贝克市（2016年）
30. 保加利亚布尔加斯市
31. 斯里兰卡康提市
32. 白俄罗斯博布鲁易斯克市
33. 意大利那不勒斯市
34. 韩国釜山东区
35. 韩国庆尚南道昌原市 [21]